# Кері Малліган
Ке́рі Ха́нна Ма́лліган (англ. Carey Hannah Mulligan; нар. 28 травня 1985, Лондон, Велика Британія) — британська акторка та кінопродюсерка. Володарка нагороди «БАФТА» за найкращу жіночу роль (2010), триразова номінантка на премію «Оскар» та чотириразова номінантка на премію «Золотий глобус».

## Творчість
Дебютувала в кіно з другорядною роллю в романтичній драмі Джо Райта «Гордість й упередження» (2005), за якою зіграла різноманітні ролі на телебаченні, включно з драматичним серіалом «Холодний будинок» (2005), телевізійним фільмом «Нортенґерське абатство» (2007) та епізодичною появою в «Докторі Хто», де вона зіграла Саллі Сперроу. Малліган дебютувала на Бродвеї у відродженні фільму Антона Чехова «Чайка» (2008), що приніс їй номінацію на премію Драма Деск.
Проривом у кінокар'єрі стала роль школярки 1960-х років у фільмі про дорослішання «Виховання почуттів» (2009), за який вона отримала премію БАФТА за найкращу жіночу роль та отримала номінацію на премію «Оскар» за найкращу жіночу роль. Малліган отримала подальше визнання за свої ролі у фільмах «Ніколи не відпускай мене» (2010), «Драйв» (2011), «Сором» (2011), «Великий Гетсбі» (2013), «Всередині Люїна Дейвіса» (2013), «Подалі від шаленої юрми» (2015), «Суфражистка» (2015), «Ферма „Мадбаунд“» (2017), «Дике життя» (2018) та «Вона сказала» (2022). 
За роль у чорній комедії «Перспективна дівчина» (2020) Малліган отримала свою другу номінацію на «Оскар». Образ акторки Фелісії Монтеалегре в біографічному фільмі «Маестро» (2023) приніс Малліган третю номінацію на «Оскар».

## Філантропія
Крім професійної акторської діяльності, була серед акторок, які взяли участь в ініціативі «Безпечний проєкт» (2010) — кожну учасницю сфотографували в тому місці, де вона почувається в безпеці — для серіалу, спрямованого на підвищення обізнаності про секс-торгівлю.
Кері Малліган також пожертвувала сукню Vionnet, яку носила на церемонії BAFTA 2010, магазину Curiosity, що продає речі для збору грошей на благодійність.
Малліган є амбасадоркою Товариства Альцгеймера з 2012 року та War Child з 2014 року.
У жовтні 2022 року, як амбасадорка Children in Conflict, відвідала схід України, де організація створила в колишньому ресторані безпечне місце для надання «додаткової освіти» та психосоціальної підтримки дітям. Малліган сказала: «Я просто думаю про те, як мої діти перебувають на ігровому майданчику, чують цей шум [повітряної тривоги] і знають, що це означає або може означати для них. Надзвичайно важливо, щоб ми поставили себе на місце людей, які переживають таку ситуацію, і подумали: як би я впорався з цим і яка підтримка мені потрібна?». Під час свого візиту в Україну Малліган також зупинилася в Будапешті, щоб зустрітися з родинами переселенців, які перетнули кордон.

## Особисте життя
Одружена зі співаком й автором пісень Маркусом Мумфордом з 2012 року. У пари є двоє дітей.

## Фільмографія

### Кінофільми
| Рік  |   | Українська назва                     | Оригінальна назва                      | Роль                |
| ---- | - | ------------------------------------ | -------------------------------------- | ------------------- |
| 2005 | ф | Гордість та упередження              | Pride and Prejudice                    | Кетрін Беннет       |
| 2007 | ф | Коли ти востаннє бачив свого батька? | And When Did You Last See Your Father? | Рейчел              |
| 2009 | ф | Найвеличніший                        | The Greatest                           | Роуз                |
| 2009 | ф | Брати                                | Brothers                               | Кессі Вілліс        |
| 2009 | ф | Джонні Д.                            | Public Enemies                         | Керол Слеймен       |
| 2009 | ф | Виховання почуттів                   | An Education                           | Дженні Меллор       |
| 2010 | ф | Волл-стріт: гроші не сплять          | Wall Street: Money Never Sleeps        | Вінні Гекко         |
| 2010 | ф | Ніколи не відпускай мене             | Never Let Me Go                        | Кеті                |
| 2011 | ф | Драйв                                | Drive                                  | Ірен                |
| 2011 | ф | Сором                                | Shame                                  | Сіссі Салліван      |
| 2013 | ф | Великий Ґетсбі                       | The Great Gatsby                       | Дейзі Б'юкенен      |
| 2013 | ф | Всередині Люїна Дейвіса              | Inside Llewyn Davis                    | Джін Беркі          |
| 2015 | ф | Подалі від шаленої юрми              | Far from the Madding Crowd             | Батшеба Еверден     |
| 2015 | ф | Суфражистка                          | Suffragette                            | Мод Воттс           |
| 2017 | ф | Ферма «Мадбаунд»                     | Mudbound                               | Лора Мак-Аллан      |
| 2018 | ф | Дике життя                           | Wildlife                               | Джанет Брінсон      |
| 2020 | ф | Перспективна дівчина                 | Promising Young Woman                  | Кассандра Томас     |
| 2020 | ф |                                      | A Christmas Carol                      | Белль               |
| 2021 | ф | Розкопки                             | The Dig                                | Едіт Преті          |
| 2022 | ф | Вона сказала                         | She Said                               | Меган Туї           |
| 2023 | ф | Маестро                              | Maestro                                | Фелісія Монтеалегре |
| 2023 | ф | Солтберн                             | Saltburn                               | Памела              |
| 2024 | ф | Астронавт                            | Spaceman                               | Ленка               |
| 2025 | ф | Балада про острів Волліс             | The Ballad of Wallis Island            | Нелл Мортімер       |
| 2026 | ф | Нарнія: Небіж чаклуна                | Narnia: The Magician's Nephew          | Мейбл Керк          |

### Телебачення
| Рік  |    | Українська назва                  | Оригінальна назва         | Роль                                            |
| ---- | -- | --------------------------------- | ------------------------- | ----------------------------------------------- |
| 2005 | с  | Холодний дім                      | Bleak House               | Ада Клер (15 епізодів)                          |
| 2006 | с  | Дивовижна пані Прічард            | The Amazing Mrs Pritchard | Емілі Прічард (6 епізодів)                      |
| 2006 | с  | Міс Марпл Агати Крісті            | Agatha Christie's Marple  | Вайолет Віллет (епізод "The Sittaford Mystery") |
| 2006 | с  | Випробування і відплата           | Trial & Retribution       | Емілі Гаррогейт (2 епізоди)                     |
| 2007 | с  | Пробудження мертвих               | Waking the Dead           | сестра Бріджит (2 епізоди)                      |
| 2007 | с  | Доктор Хто                        | Doctor Who                | Саллі Сперроу (епізод "Кліп-кліп")              |
| 2007 | тф | Нортенґерське абатство            | Northanger Abbey          | Ізабелла Торп                                   |
| 2007 | тф | Мій хлопчик Джек                  | My Boy Jack               | Елсі Кіплінг                                    |
| 2014 | с  | Трофеї Вавилона                   | The Spoils of Babylon     | леді Енн Йорк (2 епізоди)                       |
| 2015 | с  | Волкер                            | The Walker                | Санні (8 епізодів)                              |
| 2018 | с  | Співучасник                       | Collateral                | Кіп Глеспі (4 епізоди)                          |
| 2021 | с  | Суботнього вечора в прямому ефірі | Saturday Night Live       | гість (епізод "Carey Mulligan / Kid Cudi")      |